# 武闘拳 猛虎激殺!
『武闘拳 猛虎激殺!』（ぶとうけんもうこげきさつ）は、1976年の日本映画。主演：倉田保昭、監督：山口和彦、製作：東映。

## 概要
"和製ドラゴン"と異名をとった倉田保昭の古巣・東映での初主演映画。見どころは倉田と本物のベンガル虎との対決。

## ストーリー
異国の地メキシコで闘技の修行を積んだ主人公･竜崎鉄次（倉田保昭）が日本に帰って来た。鉄次は父と兄の敵を探し求めて、不気味な謎をはらむ奇巌城に乗り込んだ。奇巌城には名うての武斗集団が待ち構え、武斗集団を次々倒した鉄次の前に人喰い虎が襲い掛かる。鉄次は腕を噛まれながらも、最後の必殺の一撃でトラを地面にたたきつける。

## キャスト
- 竜崎鉄次：倉田保昭
- 伊波良一：清水健太郎 - 鉄次の弟子
- 唐木誠：矢吹二朗 - 東洋武闘空手選手権チャンピオン
- 絵利子：遠藤薫 - 唐木誠の妹
- 松原直美：土井かつえ - 吉羅本の情婦。鉄次の兄の婚約者
- 吉羅本伝造：石橋雅史 - 吉羅本ジム会長
- 吉羅本利之：堀田真三 - 伝造の弟
- 矢頭：深江章喜 - 吉羅本の手下。鉄次と格闘の後アイパッチを着用
- 島野甚作：樋浦勉 - 島野ジム会長
- 宍川鉄拳：紅幸司 - 騎馬民族直伝拳法の使い手
- 張犬鬼：不動拳一 - カトマンズ拳法紅河流の使い手
- 佐々木剣八：斉藤一之 - 南辰一刀流師範
- 猪俣心軒：小池良一 - 沖縄古武道鎖鎌の使い手
- 摩文仁猛賢：久地明 - 東シナ海釵術の使い手
- 吉川嶮山：北九州男 - 法蔵院流棒術の使い手
- 嫌竜：原田力 - 背骨折りの怪腕力士
- ケン・シュナイダー：光本大介
- 大田黒：小林稔侍 - 吉羅本の手下
- 鴨下：亀山達也 - 同上
- 岡野：山本昌平 - 同上。奇岩城のペット世話係
- 加納：比良元高 - 同上
- バーテン：三重街恒二
- 花田：春田三三夫
- 坂井：高橋健二
- アナウンサー：森祐介
- 竜崎健一：土山登士幸 - 鉄次の兄
- 竜崎軍平：近藤宏 - 鉄次の父親
- スナックのママ：章文栄
- 根切達也：大塚剛 - 竜崎に敗れた後アメリカで修業。吉羅本に刺客として

- きくち英一 - 吉羅本の手下
- 古賀弘文 - 同上
- 渥美博 - 同上
- 沢田浩二
- 栗原敏
- 高月忠
- 清水照夫
- 名取丈
- ジャパン·アクション・クラブ（JAC）

## スタッフ
- 監督：山口和彦
- 企画：太田浩児
- 脚本：掛札昌裕・中島信昭
- 撮影：仲沢半次郎
- 録音：宗方弘好
- 照明：梅谷茂
- 美術：北川弘
- 音楽：鏑木創
- 編集：田中修
- 助監督：深町秀煕
- 記録：高津省子
- 擬斗：金田治、斉藤一之
- スチール：加藤光男
- 進行主任：堀賢二
- 装置：井保国雄
- 装飾：米沢一弘
- 美粧：入江荘二
- 美容：宮島孝子
- 衣装：河井啓一
- 演技事務：石川通生
- ギター·振付：本間三郎
- 現像：東映化学
- 動物演出：コックス・プロダクション、天野正治
- 猛虎：シーザー
- 協力：熱海伊豆山温泉 ホテル水葉亭、ミナミグループ 熱海城

## 製作

### 企画
岡田茂東映社長によるブルース・リー主演『ドラゴンへの道』の配給権獲得などで、ゴールデン・ハーベストと付き合いのあった東映が、リーの未完作の情報（『死亡遊戯』）をキャッチして本作を企画した。このため、塔を登って行き、各階に待ち構える格闘家と対戦するという『死亡遊戯』のプロットを東映的脚色術で咀嚼しシナリオが書かれた。次々と敵を倒して最上階の天守閣にいるのは、規格外にデカい黒人ではなく、本作ではトラとなる。
本作は1976年のお盆映画で、新たな東映のドル箱路線となった「トラック野郎シリーズ」の第3弾『トラック野郎・望郷一番星』のB面枠であるが、この枠にトラック野郎で若返った客層をさらに拡大させようと幾つかの企画が挙がった。1976年4月30日に東映が7月までの確定番組と後続予定番組を発表した際は、この枠には志穂美悦子主演の『白バラ軍団』を予定していると発表していた。ところが『キネマ旬報』1975年5月下旬号では「『ジョーズ』の日本版を企画検討してきた東映は『大冒険活劇・海魔神』の製作を決め、お盆映画として『トラック野郎』との二本立てを目指して準備している」と書かれている。内容は沖縄の御神島（仲の神島と見られる）に実際に生息する海蛇・シー・サーペントが人間に復讐心を持って巨大化し、人々を襲うという内容で、主演の千葉真一が海洋開発センターの技術者で、シー・サーペントと闘うという、当時の東映が盛んにやったアメリカの大作映画の便乗ものであるが、『ジョーズ』との大きな違いは日本映画では初めて二ヵ月に渡って本格的な水中撮影を行い、海底シーンが全体の7割を占めるという、実現していればエポックとなったかもしれない映画だったが製作されなかった。
1976年5月末にあった東映8月までの番組決定発表での本作のタイトルは、『決闘五重の塔』と発表されたことから、本作が『トラック野郎・望郷一番星』のB面枠に正式決定し、『大冒険活劇・海魔神』は製作延期か中止になったものと見られる（その後の製作報道は見つからない）。

### キャスティング
東映カラテ映画は、千葉真一と志穂美悦子のスターを生み、コンスタントな数字を残していたが、千葉、志穂美に続く新人の誕生が待たれた。倉田保昭は当時、香港映画界で出演料一本5000万円の大スターであったが、日本での知名度はほぼ0。当時香港や台湾では年間200本以上のカンフー映画を作っていたが、そのうち80%が日本人は悪役だった。日本人は主役はやらせてもらえないという。倉田が1974年に香港映画『帰ってきたドラゴン』の日本公開で"和製ドラゴン"として凱旋帰国した際、東映から直々に千葉主演の『直撃! 地獄拳』や、志穂美主演の『女必殺拳 危機一発』などに出演交渉があり、一連の空手映画で助演した。本作も千葉の主演作として企画されたものだったが、千葉が「動物相手のショー映画に出るのはイヤだ」と拒否したため、助演予定だった倉田が主役に抜擢された。
倉田は東映演技研修所の第一期生。1967年にその門をくぐってすぐ、佐藤純彌監督『続組織暴力』で、空手を使う氷屋のアルバイト学生での映画デビューが長い俳優人生の始まり。当時の東映大泉は、任侠映画の全盛期で、鶴田浩二や高倉健、村田英雄、北島三郎ら、大スターの取り巻きの数の多さに、「スターって凄い」と圧倒されたと話している。本作はその後の香港、台湾での武者修行10年を経て、古巣・東映での凱旋初主演作となった。

### ベンガルの人食い虎
倉田の対決するトラは、実際にベンガルで人間を殺傷したこともあるベンガルの人食い虎の異名をとった本物の獰猛なトラの雄。当時名古屋にあった動物のレンタル会社が飼っていて、凄く大人しくなったという理由で起用された。名前はシーザーで、出演料は1日20万円。

### 製作会見
東映東京撮影所内に会見場を設け、カメラマン席を用意。倉田とトラの記念撮影が予定されたが、担当者が「何かあったらすぐに逃げて下さい」と説明。トラはカメラのフラッシュで興奮し、予定されていた記念撮影は中止になった。監督の山口和彦は「大丈夫。トラとお前なら対等にいける！」と倉田を激励した。これまで映画で牛や熊を倒してきた倉田も「本当に喰いつかないのか？」「対決シーンはどう撮るんだ？」などとビビった。

### 撮影
トラは撮影初日に東京撮影所に車で運び込まれ、セットにしつらえた檻に入ったが、ずっと寝続け起きない。画が撮れず、山口監督が「ガオ～っ！と牙を剥かせろ」と指示するも、虎師は「昼頃には元気になると思います」と言う。「元気にする方法はありませんか」と聞いたら、「生きた鶏を用意して下さい」と言うので、鶏を竿で吊るし檻の外からぶら下げたが、トラは動かない。虎師が「竿を上下に動かしてくれ」と指示し、竿を降ろした瞬間、トラがジャンプし、鶏をガブリ！とやり、鶏を食い散らかした。スタジオ中がシーンとなり、「カ、カメラ回ってましたよね」「回ってねえよ。監督がよーい、スタート！って言ってねえもん」「それじゃ鶏をもう一羽用意だ！」と山口監督がリテイク指示を出したが、虎師が冷たく「いくらトラでも、立て続けには食べられませんよ」と言い放った。時間待ちの間、トイレは満杯。目の前で起きたあまりに残酷な光景に、居合わせたスタッフに吐く者が続出した。一人だけ元気なのが山口監督。映画監督は普通の神経では出来ない人でなし。山口は助監督の佐伯俊道に「お前檻に入れ」と指示。「まさかイヤだとは言わないだろうな。本番では倉田が入るんだぞ。自分が出来ないことを役者に強いるわけにいかんだろうが！」と言い放つ鬼。佐伯「噛みつかれたらどうすれば？」 山口「おお、ただ噛みつかれたんじゃ何のためにもならねえ。会社だって治療費が大損だ」 佐伯「...」 山口「そうだ。お前、倉田の衣装を着て檻の中は入れ。仲沢さん （仲沢半次郎カメラマン）、佐伯が檻に入ったらすぐにカメラ回して下さいね。ガブッ！といかれたらいい画になると思うなァ。頼むぞ佐伯」と言った。スタンドインは助監督の仕事のため、佐伯は腹をくくり、倉田の衣装を着込み檻の中に入る決心をした。虎師は「もしものことがあったら、すぐに麻酔銃を撃ちますから」と言うが、すぐに麻酔が効くのか不安で、佐伯はトラが眠り込む間に、体が食い散らかされてしまうのでは、と佐伯の脳裏に食い散らかされた鶏がフラッシュバックした。侠気があるスタッフが集まる東映だけに、「演出部だけを危ない目に遭わせるわけにゃいけねえ。俺も一緒に入ってやる」と撮影部のチーフが申し出た。山口監督は「この間の作品で、熊と闘う千葉ちゃんのスタンドインは大丈夫だったから安心しろ」と意味不明の安全保障で激励した。山口監督は、撮影部のチーフにも無駄死は大損だからと手持ちのカメラを持たせ、いざという時は、自分を襲うトラの迫力ある映像を撮れ」と指示した。そこへ、ひょこっと倉田が現れ、「あれ？佐伯ちゃん、何で俺の衣装着てんの？」と、いきさつを聞いた倉田は「俺のギャラの中には、ちゃんと危険手当が入ってる。いいよいいよ、俺が全部やるから」と侠気を見せ、リハから本番まで全て倉田が撮影をこなした。生身の倉田とトラが取っ組み合う絵画は勿論、特撮なしで実際に組み合った。トラは大人しく撮影をこなし一切事故は起きなかったといわれるが、実は倉田はこのトラの首を絞める接近戦で負傷し、2012年も右手の甲にトラの爪の傷が残っているという。佐伯はこの件以降、鳥料理が食べられなくなったと話している。

## ロケ地
- 奇巌城は熱海城[7][8]。

## 影響
1975年夏の『トラック野郎・御意見無用』、1976年の正月映画『トラック野郎・爆走一番星』の連続大ヒットで、女子供の十数年来の大動員を大喜びした岡田東映社長が、この年上半期に、悪名高き"健全喜劇・スポーツ映画路線"を敷いたが、ことごとく失敗して撤退。腹を立てた岡田社長が自ら陣頭に立つと非常事態宣言を出して、本作公開後の1976年9月7日に「善良性感度に移行を企てたことは率直に言って失敗だった。映画は見世物という原点に帰って企画を立てる。不良性感度とは、子どもの頃、親に隠れたり、マントで顔を隠して映画を観に行った気持ちだ。そのスリルと同じようなものだ。善良性から不良性感度に作品の方向を転換し、自分なりの映画製作の理論を生み出したことが『武闘拳 猛虎激殺!』となり『沖縄やくざ戦争』『徳川女刑罰絵巻 牛裂きの刑』では完全に東映本来の当たりを見せた。東映下半期は香具師の精神で作品を売っていく」などと映画製作の方向転換を発表した。

## ソフト化
初公開以降、一度もソフト化されず、幻といわれたカルト映画であったが、倉田の映画出演100本目の作品『レッド･ティアーズ』のDVD発売を記念して、倉田自ら思い出の作品として本作もセレクトされ、『レッド･ティアーズ』と共に2012年9月、DVD4本セットとして初めてソフト化された。

## 同時上映
『トラック野郎・望郷一番星』
- 主演：菅原文太／監督：鈴木則文
- トラック野郎シリーズ第三作。